# ميسبيلت

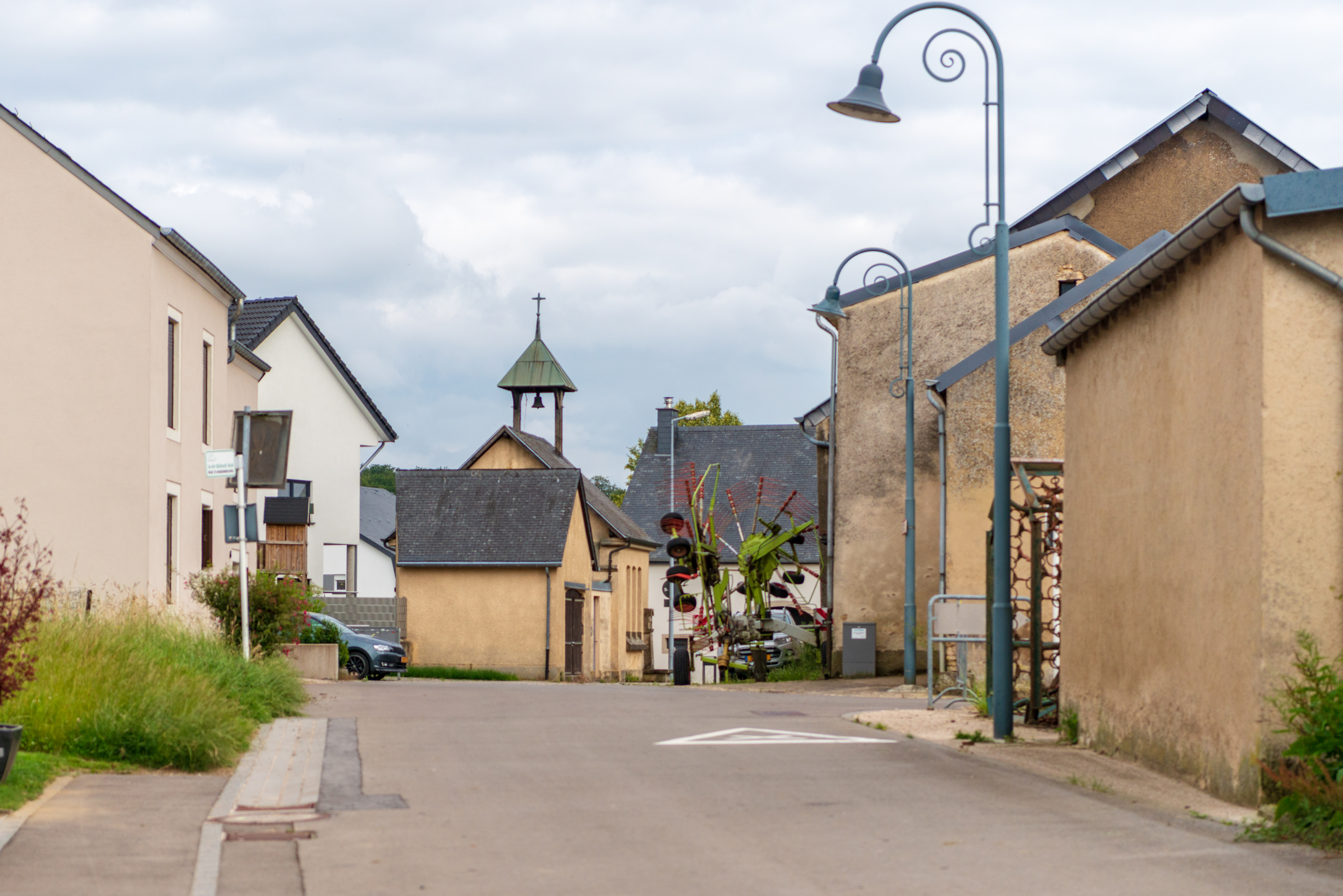

بلدة ميبيلت (بالإنجليزية : Meispelt )(اللوكسمبرجية : Meespelt) هي بلدة صغيرة في الكوميونات من كيهلين Kehlen ، إلى الغرب من دولة لكسمبرغ. اعتبارا من 2005 ، يبلغ عدد سكانها 284شخص.